# Remada
Pour la délégation, voir Remada (délégation).
Remada (arabe : رمادة) est la ville la plus méridionale de Tunisie (609 kilomètres au sud de Tunis) car située à la limite orientale du Grand Erg oriental (78 kilomètres au sud de Tataouine)
Rattachée au gouvernorat de Tataouine, elle constitue une municipalité comptant 6 289 habitants en 2014 et se trouve être le chef-lieu de la délégation du même nom.
Pendant la Première Guerre mondiale, les Français occupent la ville et y construisent des maisons pour leurs soldats.

## Maires
| Maire          | Parti        | Début de mandat | Fin de mandat | Remarques                                                 |
| -------------- | ------------ | --------------- | ------------- | --------------------------------------------------------- |
| Béchir Akroute | Indépendant  | 25 juin 2011    | 20 juin 2018  | Désigné à la suite de la révolution de 2011.              |
| Habib Hefiane  | Nidaa Tounes | 20 juin 2018    | 8 mars 2023   | Élu après les élections municipales tunisiennes de 2018,. |